# Iztok Čop
Iztok Čop, född den 17 juni 1972 i Kranj i Slovenien, är en slovensk roddare.
Han tog OS-brons i dubbelsculler tillsammans med Luka Špik i samband med de olympiska roddtävlingarna 2012 i London.